# 子産

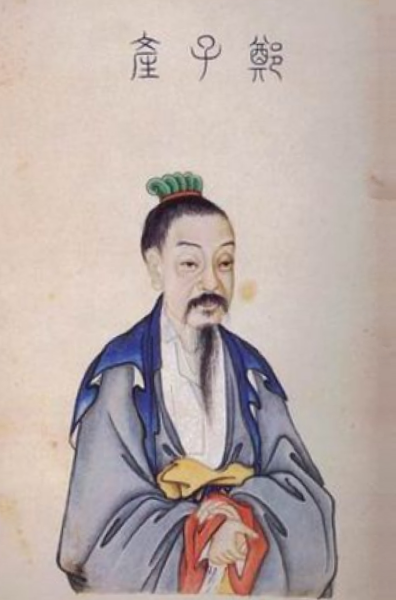
鄭・子産

子産（しさん、? - 紀元前522年）は、中国春秋時代の鄭に仕えた政治家。姓は姫、氏は国、諱は僑、字は子産。「公孫僑」とも呼ばれる。祖父は鄭の穆公、父は子国（公子発）、子は国参（子思）。弱小国の鄭を安定させる善政を行い、中国史上初の成文法を定めたとされる。

## 経歴
以下、生涯の記述はほとんどが『春秋左氏伝』に拠る。

### 事前の経緯
鄭は春秋時代の初めごろは強国であったが、子産が生まれた頃には弱小国となっており、しかも鄭の地は北の晋、南の楚の2大国に挟まれた戦略的重要地であるので、度々侵攻を受けて、軍事面でも経済面でも圧迫されていた。
鄭の九代目・穆公は息子を多く儲けており、その死後は霊公、次いで襄公が後を継ぎ、それ以外の子は分家した。この内、子良（公子去疾）・子罕（公子喜）・子駟（公子騑）・子豊（公子平）・子印（公子舒）・子游（公子偃）・子国の七人とその家系が鄭の政権を握り、七穆と呼ばれることになる。その後、子駟が政権を掌握して正卿（宰相）となり、十四代・釐公を毒殺して簡公を立てる。
子駟の外交方針はまったく定見が無く、楚が攻めてくれば楚に降って晋と敵対し、怒った晋が攻めてくれば晋に降って楚と敵対するというようなことを繰り返し、周囲の失望を買った。子駟もそのことに気がついており、簡公を殺して自ら君主となることでこれを黙らそうとした。

### 子産登場
これを察知した異母兄弟の子孔（公子嘉）は子駟を殺して自ら正卿となった。この時に当時・司馬を務めていた子国も殺される。子産は子孔の補佐をするようになるが、子孔もまた自ら君主になろうとしたので子産はこれに対して「子駟が悪いと言って殺したのに、子駟と同じことをしようとするのはいけない。」と諫めて、子孔もこれを受け入れた。
紀元前554年、子孔は簡公により誅殺され、子産がその後を受けて卿となった。子孔の死後の鄭は子罕の子の子展（公孫舎之）と子駟の子の子西（公孫夏）とが政権を握り、穆公の子孫で子孔の与党であった者達が失脚したため、この時点で事実上「七穆」が成立した。
紀元前548年には子展と共に陳を攻めて陳の都を陥落させ、この功で六邑（村）を与えられるが、半分だけ受け取った。
子展は紀元前544年に死に、その子の罕虎（子皮）が政権を執る。しかし子皮は自分よりも子産の方が才能があることを自覚していたので、翌紀元前543年に子産に正卿の地位を譲った。

### 宰相として
おりしも紀元前546年には晋と楚の間で弭兵の会が持たれていた。弭兵とは戦いを止めるという意味で、平和条約のことである。この機会に子産は晋と楚の修好を取り持つ役を務め、鄭に平和をもたらした。
内政面での子産は土地制度・軍制・税制の改革を推し進めた。具体的にその方策を述べると土地制度に於いては、それまで土地と土地との間で区画が無かった耕地に畦や溝を設けて、整理した。税制・兵制に於いては丘賦という新しい税を定めた。丘賦の具体的内容については不明。
また当時は卿・大夫・士という枠組みが崩れつつあり、より下の階層である士が力を付けて上を犯そうとしていた。そこで子産は大夫たちの協力を得ることで士を押さえ込んだ。

### 史上初の成文法
そして紀元前536年、中国史上初めての成文法を制定したとされる。『春秋左氏伝』によれば、「参辟」という法律を定めて鼎（青銅器）に鋳込んだ、という。この法律の具体的内容については伝わっていない。成文法を作ったことに関して各国から批判が相次いだ。中でも晋の賢臣と言われる羊舌肸（叔向）からは「（そうやって法律を定めては）あなたが生きている間は良いですが、あなたが死んだ後はどうなるのですか。滅んだ国には法律が多いと言いますが、まさしくそれに当てはまるのではないのですか。」と言われ、子産はこれに答えて「確かにあなたの仰るとおりですが、私は不才ですので生きている間の事を考えるのが精一杯で、子孫達のことまで考えてやれません。」と答えた。
なぜこの子産の行動が批判されたかと言えば、儒教的・あるいは老荘的な考え方からすれば、法律を多くして民を縛るのは亡国の証だという。儒教の観点から言えば、「本来は統治者の徳によって民を治めるべきなのに、法律を多くして法を持って民を治めようとすれば民は統治者に親しみを感じなくなり、生業をまじめにやらなくなってしまう。」となる。老荘的考え方からすれば、「法をもって民を治めようとすれば、民はその法に従うのではなく、法の網目をかいくぐって自分の利益になるように図るだろう。」となる。このような統治方法の錯誤という観点からの批判と考えられる。
また身分秩序の観点からがある。当時は宗族制度と呼ばれるシステムの中で民衆はひたすら生業に励み、統治者はその民衆を安楽にするために政治を執ると考え、下が上に、上が下にそれぞれ変わろうとする事は良くないことと考えられていた。であるから法律を下の者が知るのは身分秩序を乱す元となると考えた故の批判とも考えられる。
ではなぜ子産が成文法を作ったかと言えば、すでに宗族制度の中枢にあるべき周王室が衰退して久しく、既に制度自体が機能しなくなっていた。そのような状況下で法体系を大きく変えなければ、下の者の不満を抑えきれない状況が作られていたからだろう。上述のように士の階級の台頭を押さえ込もうとしたが、それだけ下の力が強くなっていたということの証拠であり、いわば飴と鞭である。その証拠に、鄭に続いて叔向亡き後の晋が、成文法を制定している。このことは孔子（宗族制度の擁護者であり、礼は士大夫、刑罰は庶民に対するものであると考えていた）に大きな衝撃と困惑を与えたといわれている。

### 死去
紀元前522年、死去。宰相の地位にあること21年であった。
死ぬに当たって後継者に指名した游吉（子大叔。子游の孫）に「寛容な態度で治めるのは徳を持った人間だけが可能です。次善は厳しい態度で治めるやり方です。あなたは次善の方法で治めるのが良いでしょう。例えば火は恐ろしいですが、その恐ろしさゆえに人が近づいてこないので、却って焼死する人は少ないのです。しかし水は柔らかなので人は慣れ親しんで近寄り、大勢の人が溺死します。これと同じように寛容な態度で治めるのは難しいのです。」と遺言した。
その後、子大叔は子産の遺言に逆らって寛容な態度で臨んだが、領内に盗賊が多くなり乱れた。子大叔は反省して厳しい態度で臨み、盗賊を捕らえて皆殺しにした。
孔子は子産と直接会っており（『史記』鄭世家）、兄弟のように遇せられてのちまで私淑していたという。子産の死を聞いた孔子は涙を流して「今の世に無い仁愛を持った人であった。」と言った。
孔子が最も尊敬した政治家ということで、斉の晏嬰などと並んで春秋時代の代表的政治家とされる。また法を定めたことから法家の源流という見方もされる。
『史記』に於いては「循吏列伝」の中に伝がある。循吏とは法に縛られるのではなく、法を使うことで民衆に貢献した官吏ということである。ただしこの「循吏列伝」には四人の伝が纏められており、しかも列伝六十九巻のうち五十九とかなり後ろの方である。作家の陳舜臣は自著『中国の歴史』において「晏嬰が管仲と二人まとめで列伝の第二に挙げられている事を考えれば、かなり扱いが悪いと言わねばなりません。司馬遷はあまり高くは評価していなかったようです。」と評している。

## 子産を題材にした小説
- 宮城谷昌光『子産』講談社, 2000年